# 張寬 (景泰進士)
張寬（1412年—？），字周弘，福建漳州府南靖縣人，軍籍，明朝政治人物。

## 生平
正統九年（1444年）甲子科福建鄉試第十四名舉人，景泰二年（1451年）中式辛未科會試第一百四十八名，三甲第一百二十二名進士。

## 家族
曾祖張伯玉，龍溪縣主簿；祖父張達之；父張志發。